# Orgilus capsicola
Orgilus capsicola är en stekelart som beskrevs av Muesebeck 1970. Orgilus capsicola ingår i släktet Orgilus och familjen bracksteklar. Inga underarter finns listade i Catalogue of Life.